# Élections fédérales australiennes de 1998
Des élections fédérales se tiennent le 3 octobre 1998 en Australie afin d'élire les 148 sièges de la Chambre des représentants et 40 des 76 sièges du Sénat. Ces élections initient la 39e législature du Parlement d'Australie.
Le scrutin permet au Premier ministre libéral John Howard d'engager un deuxième mandat à la tête du gouvernement fédéral, la Coalition ayant confirmé sa majorité absolue. Le Parti travailliste de Kim Beazley est ainsi maintenu dans l'opposition alors qu'il engrange plus de suffrages que ses concurrents de centre droit. Il réalise d'ailleurs la meilleure progression électorale d'un parti ayant perdu les précédentes élections législatives et perd le scrutin avec la plus forte avance en voix sur le vainqueur.

## Contexte
Au cours des élections fédérales du 2 mars 1996, la Coalition de l'ancien ministre des Finances John Howard défait le Parti travailliste australien (Labor) du Premier ministre Paul Keating, alors au gouvernement depuis 13 ans. L'alliance de centre droit l'emporte avec plus de 47 % des voix et une solide majorité de 94 représentants, soit 45 de plus que les travaillistes. Au Sénat, le Parti démocrate australien (Democrats) s'affirme comme la troisième force politique du pays avec près de 10 % des sièges.
Tandis qu'Howard s'installe à la direction de l'exécutif fédéral, l'ancien vice-Premier ministre Kim Beazley est élu sans opposant à la tête du Labor et devient le chef de l'Opposition.
Le 30 mars, moins d'un mois après le scrutin parlementaire fédéral, les électeurs de l'État de Victoria sont invités à renouveler de manière anticiper les 88 sièges de leur Assemblée législative. Ils confirment au pouvoir la Coalition avec près de 60 sièges, le Labor engrangeant fort peu de gains. Un autre scrutin d'État a lieu le 14 décembre, en Australie-Occidentale. Là encore, la Coalition est maintenue au gouvernement et accroît sa majorité, passant de 32 à 35 députés sur 57 à l'Assemblée législative.
Les élections parlementaires en Australie-Méridionale du 11 octobre 1997 sont bien plus disputées : en hausse de 9,4 %, le Labor reprend 10 élus au Parti libéral d'Australie (Libs), qui contrôlait alors 37 des 47 mandats de la Chambre de l'Assemblée. Dans cet État où la Coalition n'est pas formalisée, le Premier ministre John Olsen est contraint de constituer un gouvernement minoritaire appuyé par le Parti national d'Australie (Nats) et deux indépendants.
Le 30 août 1998, John Howard annonce qu'il a recommandé au gouverneur général William Deane de prononcer la dissolution de la Chambre et de convoquer des élections fédérales pour le 3 octobre, soit environ six mois avant le terme naturel de la 38e législature. Cette décision intervient après cinq semaines de campagne de communication institutionnelle sur le projet gouvernemental de réforme fiscale, dont la taxe sur la valeur ajoutée (en anglais : Goods and Services Tax, GST) est la pièce maîtresse.
Aucune des trois élections partielles organisées au cours de la 37e législature ne conduit à une alternance dans les circonscriptions concernées. Le Parti travailliste conserve notamment la circonscription de Blaxland, en Nouvelle-Galles-du-Sud, détenue par Paul Keating. La Coalition ne présente pas de candidat lors de scrutin, au cours duquel Michael Hatton l'emporte avec plus de 58 % des premiers votes.

## Mode de scrutin

### Chambre des représentants

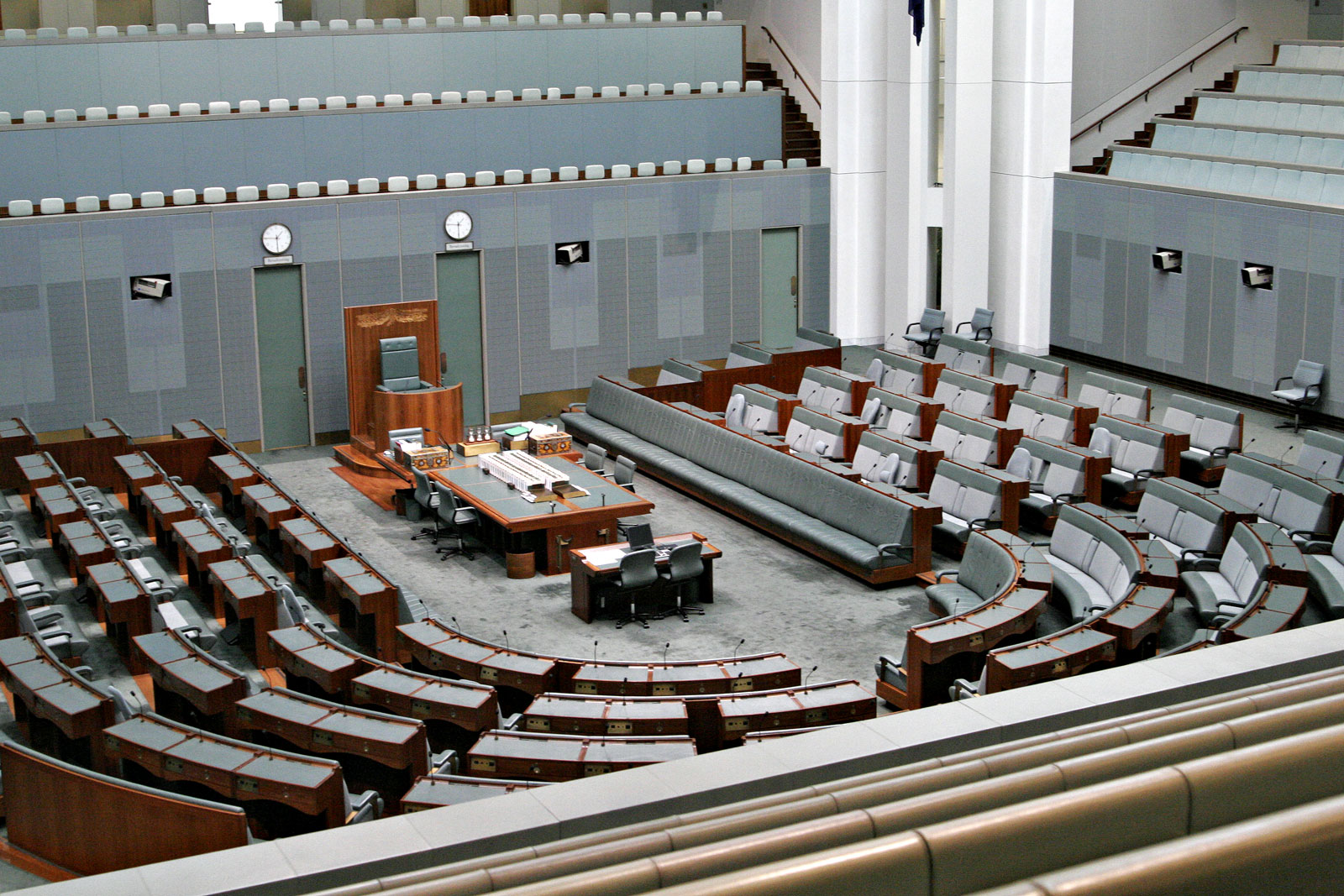
L'hémicycle de la Chambre des représentants.

La Chambre des représentants (en anglais : House of Representatives) est composée de 148 représentants (Members of Parliament ou MPs) élus pour trois ans au scrutin uninominal majoritaire à un tour selon le système du vote alternatif.
Le jour du scrutin, chaque électeur exprime dans sa circonscription un ordre de préférence parmi les candidats qui se présentent. Il doit attribuer un classement à chacun d'entre eux, sous peine de nullité.
Lors du dépouillement, les premières préférences sont comptées. Si un postulant remporte la majorité absolue, il est proclamé élu. Dans le cas contraire, le candidat ayant reçu le plus faible nombre de suffrages est éliminé et les deuxièmes préférences sont de nouveau répartis. La procédure recommence jusqu'à ce qu'un candidat obtienne la moitié des voix, plus une. Ce système, institué en 1918, évitait que la concurrence entre partis de centre droit ne facilite l'élection de candidats de gauche. Il engendre l'émergence d'un fort bipartisme : en 1996, seuls cinq sièges à la Chambre échappe au Parti travailliste et à la Coalition.

### Sénat

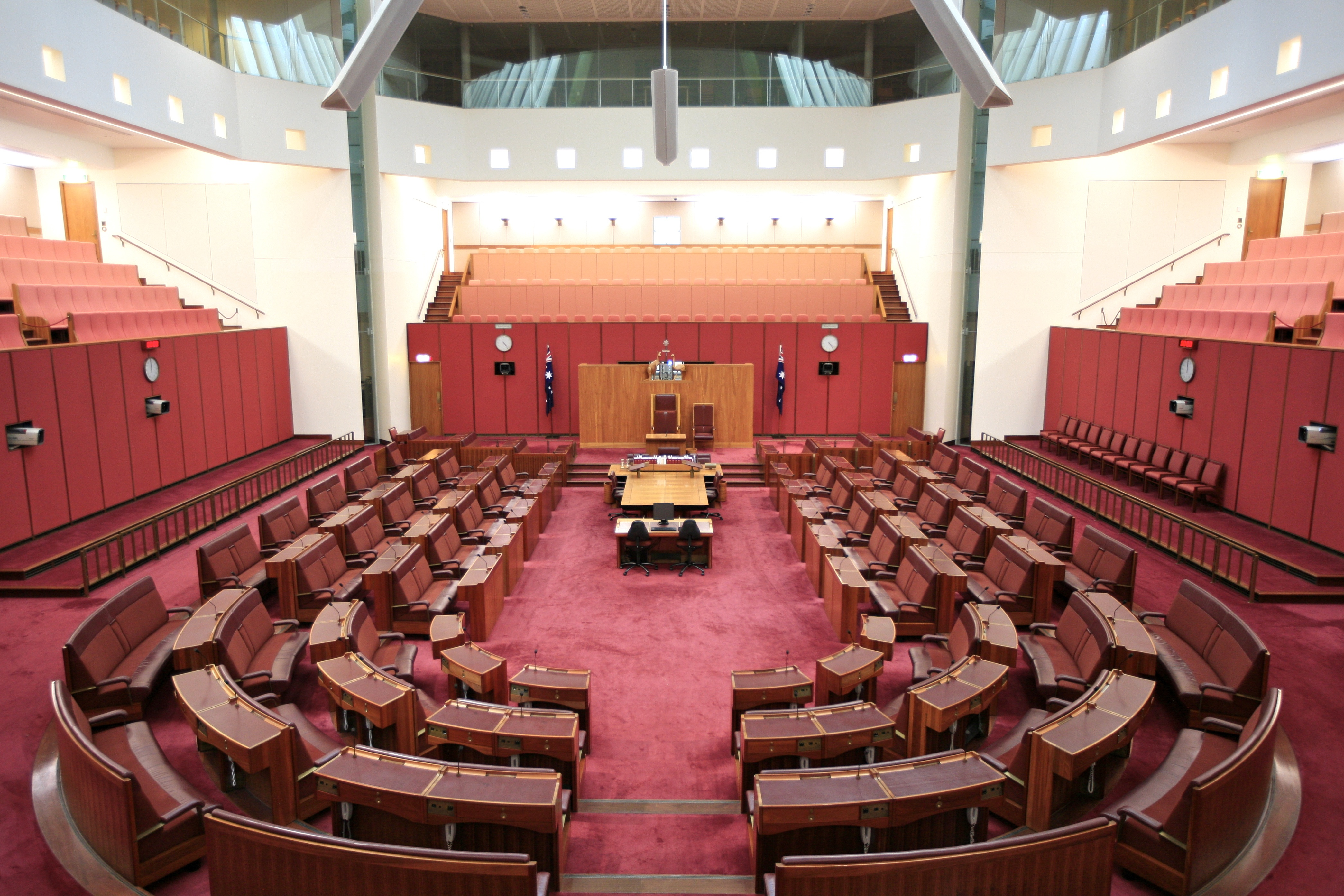
L'hémicycle du Sénat.

La Sénat (Senate) est composé de 76 sénateurs (Senators) élus au scrutin à vote unique transférable. 72 sénateurs sont élus pour six ans, renouvelables par moitié, à raison de 12 par État. Quatre sont élus pour trois ans, renouvelés intégralement en même temps que la Chambre des représentants, à raison de deux par territoire.
Le jour du scrutin, chaque électeur exprime dans sa circonscription un ordre de préférence parmi les candidats qui se présentent. Les partis ont la possibilité d'instaurer des « group voting tickets » : ils déterminent à l'avance la répartition des préférences en cas d'échec ou victoire d'un candidat.
Lors du dépouillement, le nombre de suffrages exprimés est divisé par le nombre de sièges à pouvoir (six dans chaque État, deux dans chaque territoire), ce qui donne le quotient électoral, soit le nombre minimum de voix nécessaire pour être élu.
Les premières préférences sont ensuite comptées. Si un candidat est élu, son surplus de votes (la différence entre le quota et son nombre de suffrages reçus) est attribuée au candidat ayant reçu le plus grand nombre de préférences à suivre. Si celui-ci est à son tour élu, son surplus est également redistribué. Si à un quelconque moment, aucun candidat n'est élu alors que des sièges restent à pourvoir, le candidat arrivé en dernier des premières préférences est éliminé et ses deuxièmes préférences (ou les suivantes) sont réparties entre les candidats restants.

## Campagne

### Partis politiques
| Force politique | Force politique                                           | Idéologie                                                   | Chef                                      | Résultats en 1996                                                     |
| --------------- | --------------------------------------------------------- | ----------------------------------------------------------- | ----------------------------------------- | --------------------------------------------------------------------- |
|                 | Coalition (en) The Coalition                              | Centre droit Libéralisme, conservatisme, agrarisme          | John Howard Premier ministre              | 47,3 % des voix (H) 94 représentants 44 % des voix (S) 20 sénateurs   |
|                 | Parti travailliste australien (en) Australian Labor Party | Centre gauche Travaillisme, social-démocratie, progressisme | Kim Beazley Chef de l'Opposition          | 38,8 % des voix (H) 49 représentants 36,2 % des voix (S) 14 sénateurs |
|                 | Parti démocrate australien (en) Australian Democrats      | Centre Social-libéralisme, social-démocratie                | Meg Lees Sénateur d'Australie-Méridionale | 6,8 % des voix (H) 0 représentant 10,8 % des voix (S) 5 sénateurs     |

## Résultats

### Chambre des représentants
| Parti                    | Parti                                    | Parti                                    | Parti                                    | Voix       | Voix   | Voix | Sièges  | Sièges        |
| Parti                    | Parti                                    | Parti                                    | Parti                                    | Suffrages  | %      | +/-  | Députés | +/-           |
| ------------------------ | ---------------------------------------- | ---------------------------------------- | ---------------------------------------- | ---------- | ------ | ---- | ------- | ------------- |
|                          | Parti travailliste australien (Labor)    | Parti travailliste australien (Labor)    | Parti travailliste australien (Labor)    | 4 454 306  | 40,10  | 2,35 | 67      | 18            |
|                          | Coalition                                | Coalition                                | Coalition                                | 4 388 809  | 39,51  | 7,74 | 80      | 14            |
|                          | Parti libéral d'Australie (Libs)         | Parti libéral d'Australie (Libs)         | 3 764 707                                | 33,89      | 4,80   | 64   | 11      |               |
|                          | Parti national d'Australie (Nats)        | Parti national d'Australie (Nats)        | 588 088                                  | 5,29       | 2,92   | 16   | 2       |               |
|                          | Parti rural libéral (CLP)                | Parti rural libéral (CLP)                | 36 014                                   | 0,32       | 0,03   | 0    | 1       |               |
|                          | Pauline Hanson's One Nation (One Nation) | Pauline Hanson's One Nation (One Nation) | Pauline Hanson's One Nation (One Nation) | 936 612    | 8,43   | 8,43 | 0       | en stagnation |
|                          | Parti démocrate australien (Democrats)   | Parti démocrate australien (Democrats)   | Parti démocrate australien (Democrats)   | 569 935    | 5,13   | 1,63 | 0       | en stagnation |
|                          | Verts australiens (Greens)               | Verts australiens (Greens)               | Verts australiens (Greens)               | 290 709    | 2,62   | 0,30 | 0       | en stagnation |
|                          | Autres                                   | Autres                                   | Autres                                   | 253 491    | 2,28   | 0,37 | 0       | en stagnation |
|                          | Indépendants                             | Indépendants                             | Indépendants                             | 215 201    | 1,94   | 0,47 | 1       | 4             |
| Votes de préférence      |                                          |                                          |                                          |            |        |      |         |               |
|                          | Parti travailliste australien (Labor)    | Parti travailliste australien (Labor)    | Parti travailliste australien (Labor)    | 5 630 409  | 50,98  | 4,51 | 67      | 18            |
|                          | Coalition                                | Coalition                                | Coalition                                | 5 413 431  | 49,02  | 4,51 | 80      | 14            |
|                          |                                          |                                          |                                          |            |        |      |         |               |
| Votes valides            | Votes valides                            | Votes valides                            | Votes valides                            | 11 109 063 | 96,22  |      |         |               |
| Votes blancs et nuls     | Votes blancs et nuls                     | Votes blancs et nuls                     | Votes blancs et nuls                     | 436 138    | 3,78   |      |         |               |
| Total                    | Total                                    | Total                                    | Total                                    | 11 545 201 | 100,00 | N/A  | 148     | en stagnation |
| Abstentions              | Abstentions                              | Abstentions                              | Abstentions                              | 608 849    | 5,01   |      |         |               |
| Inscrits / participation | Inscrits / participation                 | Inscrits / participation                 | Inscrits / participation                 | 12 154 050 | 94,99  |      |         |               |

### Sénat
| Parti                    | Parti                                    | Parti                                    | Parti                                    | Voix       | Voix   | Voix | Sièges        | Sièges        | Sièges |
| Parti                    | Parti                                    | Parti                                    | Parti                                    | Suffrages  | %      | +/-  | Sénateurs     | +/-           | Total  |
| ------------------------ | ---------------------------------------- | ---------------------------------------- | ---------------------------------------- | ---------- | ------ | ---- | ------------- | ------------- | ------ |
|                          | Coalition                                | Coalition                                | Coalition                                | 4 225 673  | 37,70  | 6,27 | 17            | 3             | 35     |
|                          | Candidatures conjointes Libs/Nats        | Candidatures conjointes Libs/Nats        | 2 452 404                                | 21,88      | 2,61   | N/A  | N/A           | N/A           |        |
|                          | Parti libéral d'Australie (Libs)         | Parti libéral d'Australie (Libs)         | 1 528 671                                | 13,64      | 2,60   | 15   | 2             | 31            |        |
|                          | Parti national d'Australie (Nats)        | Parti national d'Australie (Nats)        | 208 535                                  | 1,86       | 1,01   | 1    | 1             | 3             |        |
|                          | Parti rural libéral (CLP)                | Parti rural libéral (CLP)                | 36 063                                   | 0,32       | 0,05   | 1    | en stagnation | 1             |        |
|                          | Parti travailliste australien (Labor)    | Parti travailliste australien (Labor)    | Parti travailliste australien (Labor)    | 4 181 090  | 37,30  | 1,15 | 17            | 3             | 29     |
|                          | Pauline Hanson's One Nation (One Nation) | Pauline Hanson's One Nation (One Nation) | Pauline Hanson's One Nation (One Nation) | 1 007 364  | 8,99   | 8,99 | 1             | 1             | 1      |
|                          | Parti démocrate australien (Democrats)   | Parti démocrate australien (Democrats)   | Parti démocrate australien (Democrats)   | 947 901    | 8,46   | 2,36 | 4             | 1             | 9      |
|                          | Verts australiens (Greens)               | Verts australiens (Greens)               | Verts australiens (Greens)               | 305 058    | 2,72   | 0,45 | 0             | 1             | 1      |
|                          | Autres                                   | Autres                                   | Autres                                   | 542 642    | 4,84   | 1,04 | 1             | 1             | 1      |
|                          |                                          |                                          |                                          |            |        |      |               |               |        |
| Votes valides            | Votes valides                            | Votes valides                            | Votes valides                            | 11 209 728 | 96,76  |      |               |               |        |
| Votes blancs et nuls     | Votes blancs et nuls                     | Votes blancs et nuls                     | Votes blancs et nuls                     | 375 181    | 3,24   |      |               |               |        |
| Total                    | Total                                    | Total                                    | Total                                    | 11 584 909 | 100,00 | N/A  | 40            | en stagnation | 76     |
| Abstentions              | Abstentions                              | Abstentions                              | Abstentions                              | 569 141    | 4,68   |      |               |               |        |
| Inscrits / participation | Inscrits / participation                 | Inscrits / participation                 | Inscrits / participation                 | 12 154 050 | 95,32  |      |               |               |        |

## Conséquences
Bien que le Parti travailliste l'ait emporté en nombre de voix et de préférences, sa progression — la plus forte pour un parti ayant perdu les précédentes élections fédérales — ne lui permet pas de renverser la majorité de la Coalition. Le chef de l'Opposition Kim Beazley est ainsi confirmé dans ses fonctions, personne ne lui contestant la direction du Labor. De même, et malgré son échec électoral qui voit son avance à la Chambre fondre de 70 %, John Howard est reconduit comme Premier ministre et constitue son deuxième gouvernement. Le chef du Parti national Tim Fischer reste vice-Premier ministre, tout comme le ministre des Finances Peter Costello et le ministre des Affaires étrangères Alexander Downer.